# Aizac
Aizac är en kommun i departementet Ardèche i regionen Auvergne-Rhône-Alpes i sydöstra Frankrike. Kommunen ligger  i kantonen Antraigues-sur-Volane som ligger i arrondissementet Largentière. År 2022 hade Aizac 172 invånare.

## Befolkningsutveckling
Antalet invånare i kommunen Aizac
Referens: INSEE